# 3044 Saltykov
3044 Saltykov este un asteroid din centura principală, descoperit pe 2 septembrie 1983 de Natalia Mietłowa.